# Ашоцская котловина
Ашо́цская котлови́на — котловина на северо-западе Армении, в области Ширак, к юго-востоку от села Ашоцк, расположена на высоте 2000 метров над уровнем моря. Площадь котловины составляет около 25 км². В котловине расположены села: Мусаелян, Арташен, Кармраван, Вардахпюр.
Котловина также носит названия: Мусаелянска равнина, Арташенская равнина, Кармраванская равнина, Вардахпюрская равнина.